# Annales Portucalenses Veteres
Los Annales Portucalenses Veteres (APV, en portugués: Anais Portugueses Velhos) son un conjunto de composiciones historiográficas relacionadas entre sí y conservadas en cinco testimonios manuscritos. La mayor parte de los testimonios comienzan con una lista de reyes, el latérculo de los reyes de Asturias hasta Alfonso II (Laterculus regum Ouetensium ad Adefonsum II), a la que siguen entradas analísticas en las que se refieren las conquistas de Coímbra y Montemor-o-Velho por Almanzor y la ocupación del territorio portucalense por Fernando Magno. A partir de ahí, los testimonios transmiten series de acontecimientos diferentes. Por este motivo, se distinguen tres versiones, diferenciadas en función de la fecha del último registro: 1079, 1111 o 1168 .
La denominación Annales Portucalenses Veteres fue acuñada en 1947 por Pierre David. Las similitudes entre los textos llevaron tanto a este como a otros investigadores a incluirlos en el mismo conjunto. Con todo, los especialistas difieren a la hora de establecer cómo se relacionan entre sí, por lo que existen diversas teorías sobre la transmisión de los APV. La versión ad annum 1079 (hasta el año 1079) es la más problemática, pues sería para unos la más antigua y para otros la más reciente. Existe también otro texto, la Chronica Gothorum, relacionado con esta última versión.

## Versiones

### ad annum 1079
El único testimonio de esta versión se encuentra en el Livro da Noa, un códice procedente del monasterio de Santa Cruz de Coímbra, y fue copiado allí a mediados del siglo XIV.Se compone de diecinueve entradas, trece de las cuales exclusivas de esta versión y con noticias relacionadas principalmente con familias nobles del condado Portucalense y con los reyes Bermudo III, Fernando Magno y Alfonso VI de León.

### ad annum 1111
Esta versión, la más breve de las tres, contiene once entradas. Recoge esencialmente las principales acciones de los reyes Fernando Magno y Alfonso VI en relación con la ocupación del territorio portucalense. También hay referencias a acontecimientos de gran repercusión en el ámbito ibérico, como la toma de Toledo y la batalla de Zalaca, durante el reinado de Alfonso VI.
El testimonio más antiguo de esta versión se encuentra en la Biblioteca Pública Municipal de Oporto.Forma parte de un homiliario que se concluyó en 1139, y que también tuvo su origen en el monasterio de Santa Cruz.
Existe un segundo testimonio, hoy conservado en la Biblioteca Histórica Marqués de Valdecilla de la Universidad Complutense de Madrid,y copiado después de 1250. El texto de los APV se trasladó aquí inmediatamente después del índice, compartiendo con él el recto del primer folio escrito. En este caso se añadió una última entrada, en la que se registra de nuevo, con más detalle, la conquista de Coímbra por Fernando Magno. A partir de este testimonio, el texto fue publicado primero por Enrique Flórez, como Chronicon Complutense, y más tarde por Alexandre Herculano, como Chronicon Complutense siue Alcobacense.
Se conoce la existencia de otro manuscrito, próximo a este último, que estuvo en el Monasterio de Alcobaça y se perdió antes de 1632, y del que dieron noticia João Vaseu y António Brandão.

### ad annum 1168
Abarcando un período más amplio que las otras dos versiones y transmitiendo veintitrés entradas, la versión ad annum 1168 transmite los mismos acontecimientos para el período 1079-1111 que la anterior, aunque narrados de manera diferente. Además, continúa hasta 1168, año en el que Geraldo Geraldes ocupa Badajoz, centrándose esencialmente en el reinado de Alfonso I de Portugal. Al final tiene una entrada sobre las conquistas de Alfonso III de Asturias en el territorio portucalense.
Su testimonio más antiguo, que se transmite en el primer cuaderno del Livro da Noa, data del siglo XII.Aunque también comienza con una lista de los reyes de Asturias hasta Alfonso II, está abreviada, llegando solamente hasta el reinado de Pelayo .
Se conoce un segundo testimonio que fue copiado en el Martirologio y Obituario de la Catedral de Lamego.Carece del latérculo inicial, teniendo en su lugar un Ordo Annorum Mundi (Orden de los años del mundo) resumido, una copia de los Annales Martyrum (Anales de los mártires) y una entrada sobre el nacimiento del rey Alfonso Enríquez.

## Chronica Gothorum
Existe otro texto relacionado con los APV, la Chronica Gothorum o Annales domni Alfonsi Portugalensium regis (Anales de Alfonso, rey de los portucalenses),que también comienza con una lista de reyes de Asturias (en este caso hasta Alfonso III) y contiene a continuación entradas que lo relacionan con la versión ad annum 1079, centrándose después en el reinado del primer rey de Portugal.

## Teorías sobre la transmisión de los APV
Como ya se ha indicado, las versiones ad annum 1111 y ad annum 1168 se han transmitido en manuscritos del siglo XII y son similares entre sí. Por este motivo, todos los investigadores coinciden en situarlas una tras otra. La versión ad annum 1079, en cambio, a pesar de ser aquella en la que la última fecha registrada es la más antigua, es también la versión que nos ha llegado en una copia más reciente (siglo XIV), lo que plantea dudas sobre si es la más cercana al original o la más alejada de él. Si se tratase de la versión más antigua, las demás habrían abreviado su contenido, mientras que si fuese la más reciente se habría compuesto consultando otras fuentes.
Pierre David consideró que las versiones ad annum 1111 y ad annum 1079 eran dos recensiones (breve y amplia, respectivamente) del mismo texto perdido, y que la versión ad annum 1168 sería una continuación de la ad annum 1111. También identificó el comienzo de la Chronica Gothorum, muy similar a la versión ad annum 1079, como otro testimonio de la recensión amplia de los APV.
Para José Mattoso, Luís Krus y Mário Gouveia, las tres versiones se sucedieron en el mismo orden cronológico de sus últimas entradas, siendo los añadidos actualizaciones en las que se incorporaban nuevos acontecimientos. La tesis de estos autores parte de considerar que habría existido un original, finalizado en 1079, realizado en el monasterio de Santo Tirso de Riba de Ave y relacionado con el linaje de los Maia, pues es mencionado en la versión ad annum 1079. Dicho original fue refundido en dos recensiones (breve y amplia) en el monasterio de São Salvador de Grijó (hasta 1111) y estas dos recensiones se refundirían nuevamente en Santa Cruz de Coímbra (hasta 1168). Ninguno de estos textos correspondería con los que han llegado hasta nosotros, sirviendo solo como modelos: la Chronica Gothorum se habría elaborado a partir de las dos recensiones amplias y del original, la versión ad annum 1079 solo a partir del último, y las otras dos versiones procederían de las recensiones breves que terminaban en sus respectivos años.
Posteriormente, Francisco Bautista propuso que la versión original de los APV sería ad annum 1111, no sólo por ser la copia más antigua, sino también porque todos sus acontecimientos se enmarcan en un contexto peninsular, aunque aparezcan en el texto principalmente en relación con el territorio portucalense. La versión ad annum 1168 se debería considerar una refundición de la anterior, ya de carácter marcadamente portugués, con una reducción del latérculo de los reyes de Asturias y un registro de los acontecimientos relacionados con el rey Alfonso Enríquez. En consecuencia, la versión ad annum 1079 sería la más reciente, habiéndose elaborado como material preparatorio de la Chronica Gothorum, y en ella se habrían incluido noticias procedentes de otras fuentes.
Finalmente, Rodrigo Furtado llama la atención sobre el proceso de aumento y reducción de entradas presente en todos los textos, planteando la hipótesis de que todos ellos sean una reformulación de un original perdido. También señala las variantes en los sistemas de datación, notando que en la copia más antigua que se conoce (ad annum 1111) los santos aparecen según el calendario mozárabe, mientras que en las otras dos siguen el romano. Por este motivo, considera que el original (con fechas mozárabes) fue reformulado para componer la versión ad annum 1111 y otra, hoy perdida, con fechas romanas. La versión ad annum 1168 se habría elaborado a partir de estos dos, mientras que la ad annum 1079 habría utilizado la versión romana, así como otras fuentes.